# WordPerfect Office
WordPerfect Office è una suite di programmi per la produttività personale sviluppata dalla società canadese Corel Corporation. Precedentemente commercializzata da Borland e poi da Novell, ha assunto la denominazione attuale nel 1995. A partire dalla versione 13 del 2006 e fino alla versione 19 del 2008 la numerazione delle versioni è cambiata assumendo il numero romano X al posto delle decine (X3). Nel marzo 2010 viene distribuita la versione WordPerfect Office X5 (che rappresenta, quindi, la quindicesima versione), disponibile in tre edizioni: Home & Student, Standard e Professional. La versione più recente è WordPerfect Office 2020 presentata ufficialmente il 5 maggio 2020. Con questa versione Corel adotta per la prima volta un sistema di numerazione basato sull'anno di pubblicazione.

## Storia
WordPerfect fu prodotto originalmente da Bruce Bastian e Alan Ashton, che fondarono la Satellite Software International, Inc., rinominata successivamente WordPerfect Corporation.
Nel giugno 1994 il software WordPerfect ed altri componenti fu venduto a Novell, che a sua volta lo vendette alla Corel Corporation nel gennaio 1996. Il suo predecessore era denominato WordPerfect Suite, assemblato da Novell nel 1994 e venduto a Corel nel 1996.
Dall'acquisizione effettuata da Corel, WordPerfect Office per Windows è ufficialmente conosciuto come Corel WordPerfect Office. A differenza di Microsoft Office, non sono disponibili/comprabili i vari componenti come prodotti standalone, ma solo come componenti di WordPerfect Office, che comprende tra l'altro anche il foglio di calcolo Quattro Pro e il programma di presentazioni Corel Presentations.

## Componenti
I principali componenti delle versioni WordPerfect Office X5 orientate alla scuola e casa - Home and Student Edition sono:
- WordPerfect X5, word processor (.wpd-files)
- Quattro Pro X5, spreadsheet (.qpw-files)
- Corel Presentations X5, programma per presentazioni e creazione di slideshow (.shw-files)
- Corel WordPerfect Lightning, software per appunti o P.I.M. (Personal information manager)

WordPerfect Office X5 Standard Edition destinata all'ufficio e casa (Home and business-oriented) aggiunge:
- Nuance PaperPort 12 SE, document manager (Agenda)
- Mozilla Thunderbird, programma per e-mail

WordPerfect Office X5 - Professional Edition, destinata alle aziende, aggiunge:
- Paradox, modulo RAD (Rapid Application Development) per gestione di database (.pdx-files)

## Versioni
- 1992 — Borland Office per Windows
- 1993 — Borland Office per Windows 2.0 - WordPerfect 5.2, Quattro Pro 1.0, Paradox 1.0 per Windows.
- 1994 — Novell Perfect Office per Windows 3.1 - WP 6.1, Quattro Pro 6.0, Presentations 3.0, InfoCentral 1.1, Paradox 5.0 (Paradox incluso solo nella versione Professional)
- 1995 — Corel WordPerfect Suite V.6.1 -  WordPerfect 6.1, Quattro Pro 6.0,  Presentations 3.0, Paradox 5.0 [solo Professional]), CorelFLOW 2 e Sidekick 2.0
- 1996 — Corel WordPerfect Suite 7 per Windows 95.
- 1996 — Corel WordPerfect Suite, DOS — WP 6.2, Quattro Pro 5.6, Presentations 2.0
- 1997 — Corel WordPerfect Suite 8.
- 1999 — WordPerfect Office 2000 Professional (WordPerfect 9, Quattro Pro 9, Presentations 9, Paradox 9, CorelCENTRAL 9, Trellix 2)
- 2001 — WordPerfect Office 2002 (versione 10)
- 2003 — WordPerfect Office 11
- 2004 — WordPerfect Office 12
- 2006 — WordPerfect Office X3 (versione 13)
- 2008 — WordPerfect Office X4 (versione 14) con supporto PDF, OpenDocument e Office Open XML
- 2010 — WordPerfect Office X5 (versione 15)
- 2012 — WordPerfect Office X6  (versione 16)[2]
- 8 aprile 2014 — WordPerfect Office X7 (versione 17)[3]
- 26 aprile 2016 — WordPerfect Office X8 (versione 18)[4]. Disponibile in tre versioni denominate Standard, Professional e Home & Student.
- 24 maggio 2018 — WordPerfect Office X9 (versione 19)[5]. Disponibile in tre versioni denominate Standard, Professional e Home & Student.
- 5 maggio 2020 WordPerfect Office 2020 (versione 20)[1]. Disponibile in tre versioni denominate Standard, Professional e Home & Student. Nella versione Standard ai componenti classici della suite (WordPerfect, Quattro Pro X5, Presentations e Lightning) è stato aggiunto il programma di fotoritocco Corel AfterShot. WordPerfect Office 2020 supporta il salvataggio dei file nel formato OpenDocument.